# Falla girare 2 - Offline
Falla girare 2 - Offline è un film commedia italiano del 2024 diretto e interpretato da Giampaolo Morelli, sequel del film del 2022 Falla girare.

## Trama
Un virus ha eliminato Internet, costringendo tutta la popolazione ad un ritorno alla vita analogica. Natan, l'ex influencer che ora lavora nei supermercati, scopre che suo fratello Arturo ha trovato un segnale debole di Internet. Natan decide di far ritornare la rete ma dovrà affrontare un trio di hacker con a capo Muller del gruppo Noweb, che non vuole il ritorno di Internet.

## Produzione
Il film, diretto da Giampaolo Morelli e scritto da Gianluca Ansanelli e Tito Buffulini, è stato prodotto da Italian International Film per Prime Video. Il film funge da sequel del film Falla girare, diretto dallo stesso Morelli del 2022.

## Distribuzione
Il film è stato distribuito il 23 agosto 2024 sulla piattaforma Prime Video.

## Accoglienza

### Critica
Il film ha ricevuto recensioni perlopiù favorevoli da parte della critica cinematografica, la quale ne ha apprezzato la scelta del cast attoriale e la regia di Morelli, trovando tuttavia non efficace la scrittura della sceneggiatura.